# 劇場広場 (ヴァイマル)

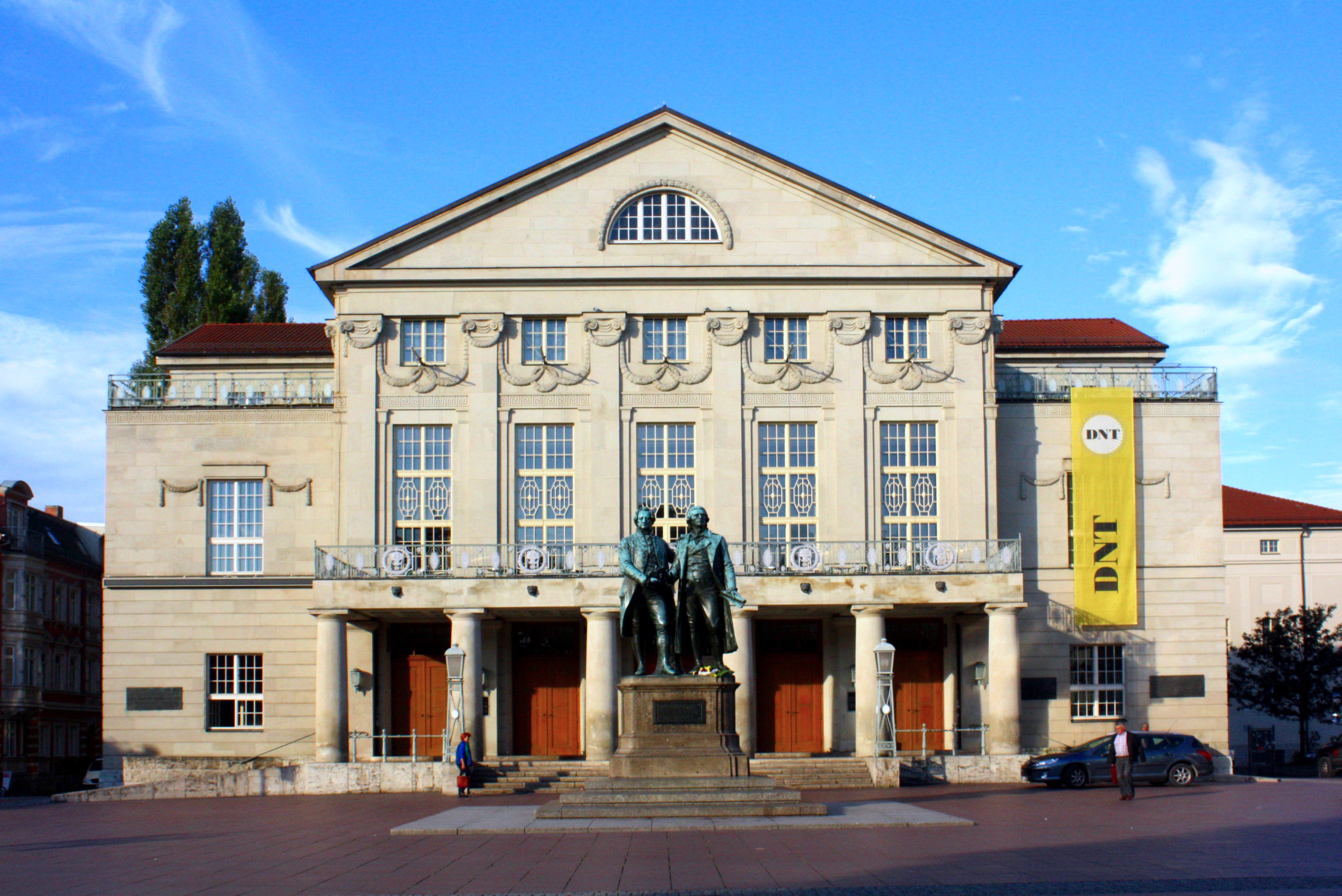
ヴァイマル国民劇場前にゲーテとシラーの像もあるヴァイマル劇場広場

ヴァイマル劇場広場（ヴァイマルげきじょうひろば、ドイツ語: Theaterplatz in Weimar）は、ドイツ・テューリンゲン州の文化都市ヴァイマル（ワイマール）の中心的広場で、ヴァイマル国民劇場の前にあり、ゲーテとシラーの像があることでも有名。ヴァイマルの旧市街の歩行者ゾーンの一部であり、全体として指定建造物になっている。

## 概要
ヴァイマル劇場広場は、ヴァイマル市の旧市街の南西に位置し、面積は約0.4ヘクタールである。主要部分は長方形で、の南北方向から西へ 22度傾いている。この主要部分に加えて、広場の北側と東側に突き出た部分がある。
北からヴィーラント通りは、東からはツォイクホフが広場へ通じている。 南からはシラー通りとシュッツェンガッセ、西からはディンゲルシュテット通りが通じている。
広場に面して、西側にはヴァイマル国民劇場があり、その前にゲーテとシラーの像がある。北側には新しいゲーテ・デパートが入っている。東側は「ヴァイマル共和国の家」とアンナ・アマーリアのヴァイマル宮殿がある。南側はレストランが多く、女流作家のヨハンナ・ショーペンハウアー (1766-1838) が時折文学サロンを開催した建物（2番地）もある。
1930年頃から広場の北側にヘップリッヒ＆カービッシュ百貨店があって、東ドイツ時代にはヘカ（HEKA）と呼ばれていた。ドイツの再統一後には、これはクリストフ・ヴィーラント (1733–1813) の家と共に解体されて、そこにゲーテ・デパートが建設された。

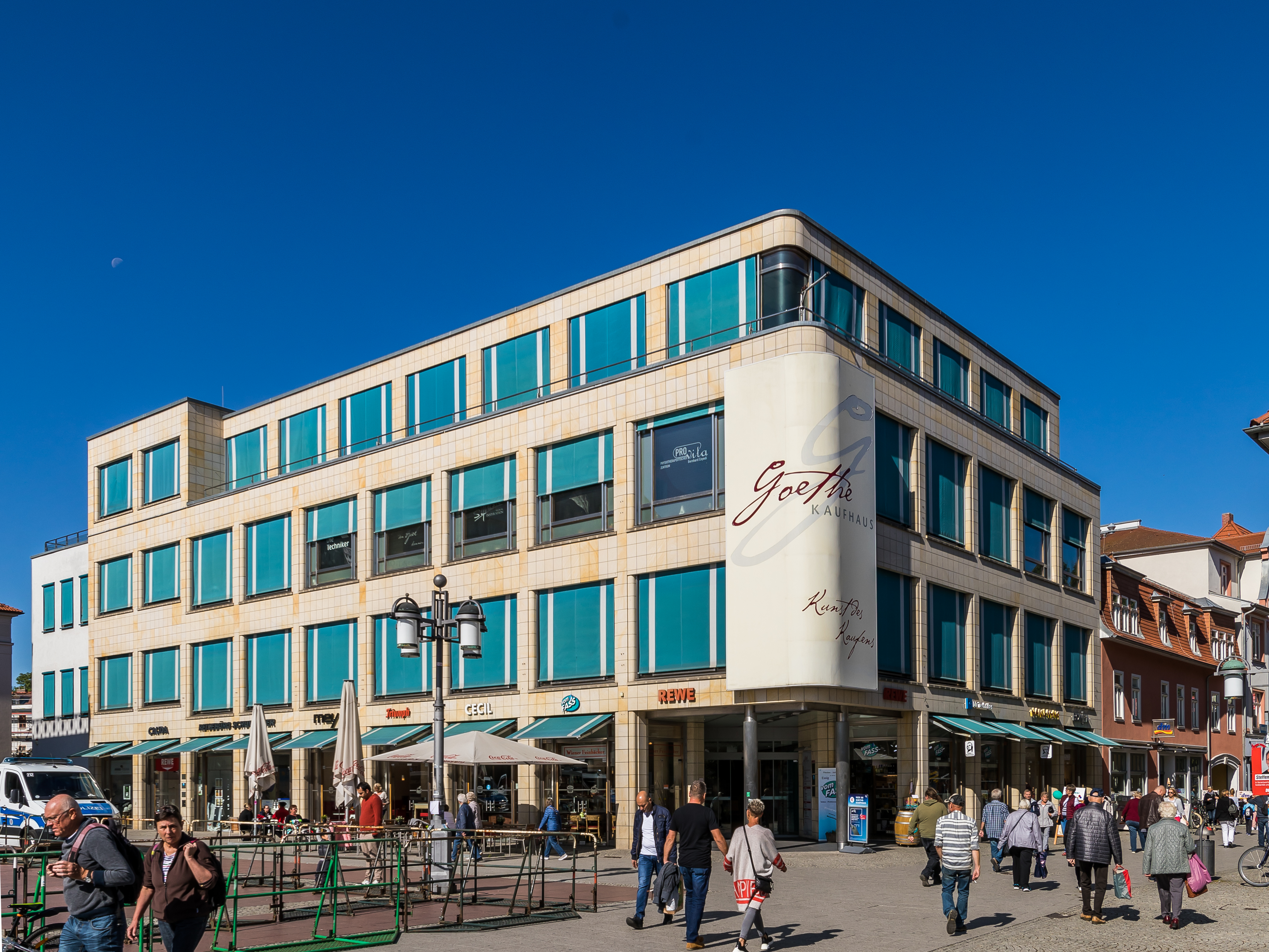
ゲーテ百貨店 (2019)
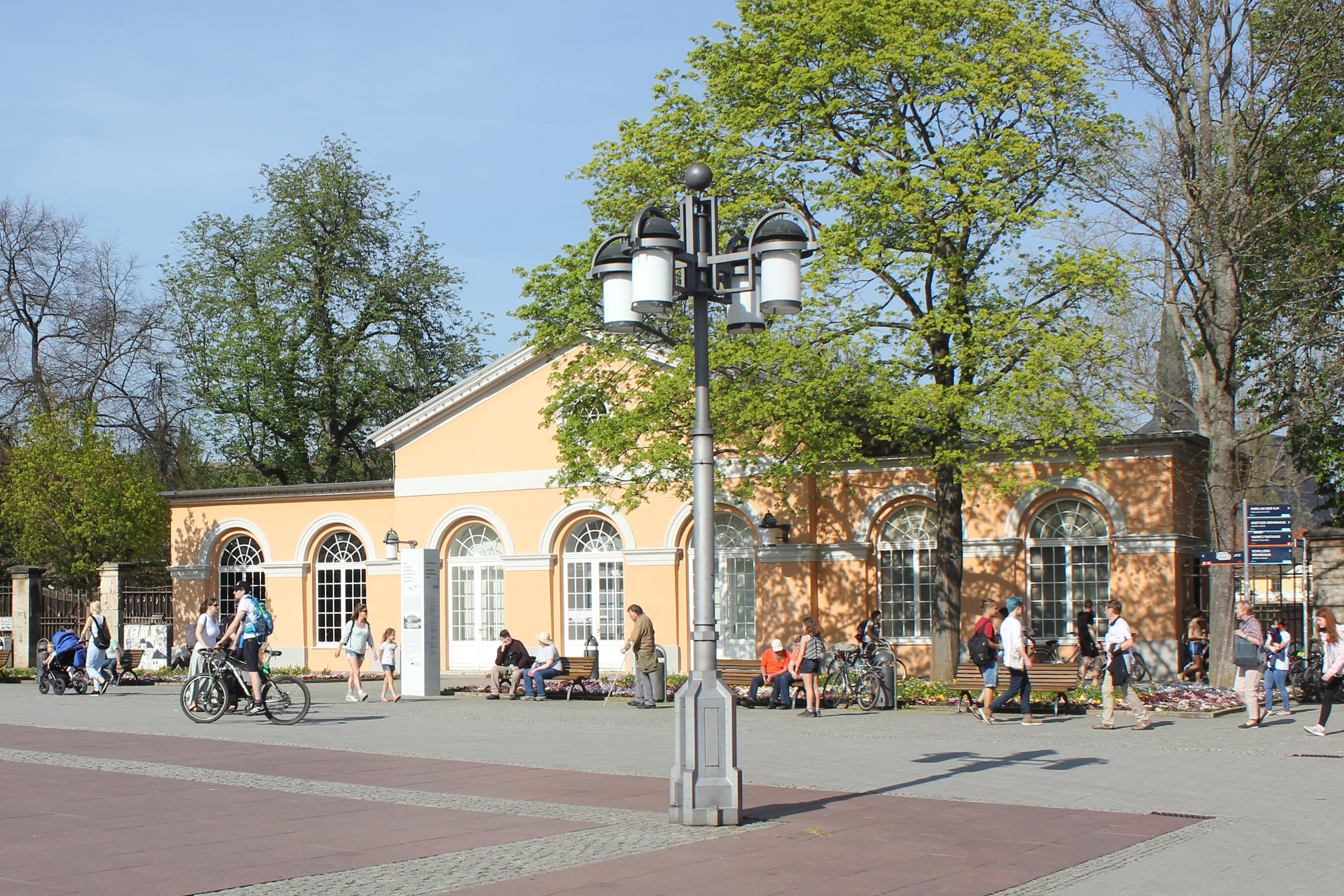
ヴァイマル共和国の家
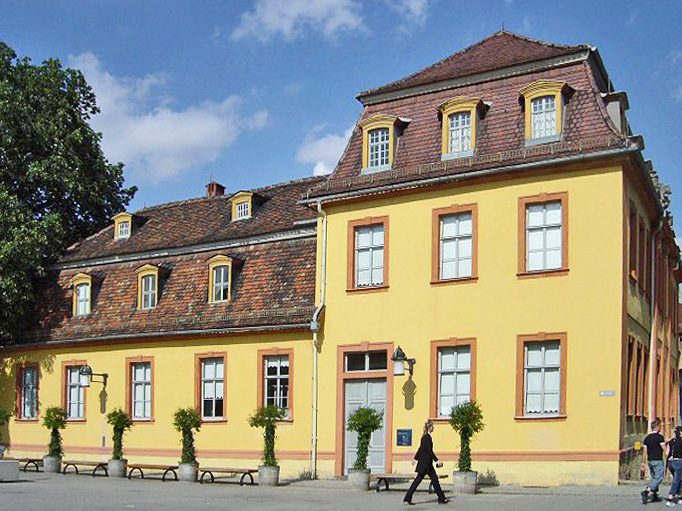
ウィッタムパレ宮殿 (2004)

## 参照項目
- ドイツの文化
- ゲーテとシラーの像